# Lee Eun-Ku
Lee Eun-Ku es un deportista surcoreano que compitió en bádminton, en la modalidad de dobles. Ganó una medalla de bronce en el Campeonato Mundial de Bádminton de 1983.

## Palmarés internacional
| Campeonato Mundial | Campeonato Mundial     | Campeonato Mundial | Campeonato Mundial |
| Año                | Lugar                  | Medalla            | Prueba             |
| ------------------ | ---------------------- | ------------------ | ------------------ |
| 1983               | Copenhague (Dinamarca) | Medalla de bronce  | Dobles             |